# Potentilla litoralis
Potentilla litoralis es una especie de planta del género Potentilla, perteneciente a la familia Rosaceae.

## Taxonomía
Potentilla litoralis fue descrita por Per Axel Rydberg en 1896.

## Distribución
Se encuentra en el territorio de América subártica hasta el norte y centro-oeste de Estados Unidos.